# Supermarine Walrus
A Supermarine Walrus egy négyüléses, egymotoros, partvidéki és repülőgép-hordozóról bevethető mentő-, megfigyelő-, felderítő-, és tengeralattjáró-elhárító repülőcsónak (amfíbia). A gépet R. J. Mitchell repülőmérnök, a Supermarine Spitfire tervezője alkotta meg. A második világháború során Brit Királyi Haditengerészet Repülő alakulatainak mellett szolgált a Brit Királyi Légierő (RAF), a Kanadai Királyi Légierő (RCAF), az Ausztrál Királyi Légierő (RAAF), az Új-Zélandi Királyi Légierő (RNZAF) és az Új-Zélandi Királyi Haditengerészet (RNZF) kötelékében is.
Összesen 740 gépet építettek, három fő változatban: a nagyrészt fémépítésű Seagull V és Walrus I és a Walrus II fából épült csónaktesttel. A Walrust legénysége olykor a "Shagbat", "Steam-pigeon" vagy "Steam-chicken" (gőzölgő veréb vagy gőzőlgő csirke) nevekkel illette, ami a gép motorjának nagy gőzzel kísért lehűlésére utalt, vízfelületen való landoláskor.

## Változatok

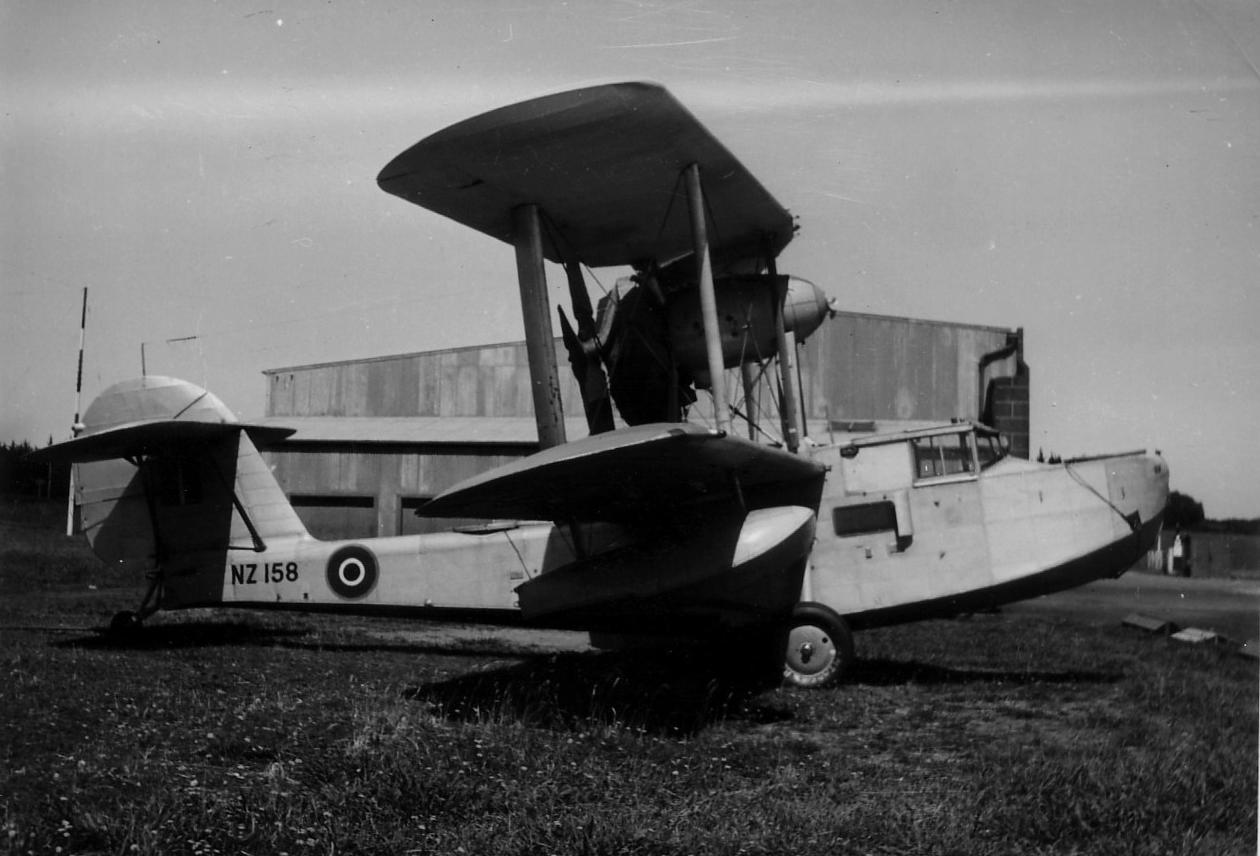
Supermarine Walrus kiképző gép, a RNZAF kötelékében

- Seagull V – Eredeti, fémépítésű csónaktesttel készült repülőgép.
- Walrus I – Fémépítésű csónaktesttel gyártott változat.
- Walrus II – Faszerkezetű csónaktesttel készült változat.

## Alkalmazók

### Harci alkalmazás
Argentína
 Ausztrália
-  Ausztrál Királyi Haditengerészet

 Egyesült Királyság
-  Brit Királyi Légierő
-  Brit Flottalégierő
-  Királyi Haditengerészet

 Kanada
 Egyiptom
 Franciaország
-  Francia Haditengerészet
  -  Francia Haditengerészeti Légierő

 Írország
 Új-Zéland
-  Új-Zélandi Királyi Haditengerészet

 Törökország
 Szovjetunió

### Polgári alkalmazás
AusztráliaAmphibious Airways
 Hollandia
 NorvégiaVestlandske Luftfartsskelskap
 Egyesült Királyság

## Technikai adatok
- Hossz: 11,58 m
- Fesztávolság: 13,97 m
- Magasság: 4,6 m
- Szárnyfelület: 56,7 m²
- Legénység: 3-4 fő
- Motor: Bristol Pegasus VI típusú, kilenchengeres, egysoros csillagmotor, 775 LE (578 kW)
- Maximális sebesség: 215 km/h
- Fegyverzet:
  - két, néha három darab 7,7 mm-es Vickers K géppuska és néhány, a szárny alsó részén kiképzett megerősített ponton elhelyezett kisméretű bomba
- Tömeg: 2220 kg (üresen); 3265 kg (harckészen)
- Csúcsmagasság:
- Szolgálati magasság: 5650 m
- Hatótávolság: 965 km